# Ngựa cưỡi Úc
Ngựa cưỡi Úc là một giống ngựa được phát triển ở Úc từ những năm 1970. Nó đã bị ảnh hưởng rất lớn bởi các giống ngựa khác như Ngựa Anh, dòng máu 
Ngựa Thoroughbred và Ngựa Ả Rập.

## Đặc điểm
Những con ngựa cưỡi Úc được phát triển từ dòng máu ngựa cưỡi lùn. Chúng có chiều cao từ 12,2 đến 14,2 hand (50 đến 58 inch, 127 đến 147 cm) ngược lại với giống ngựa lùn Úc giống có chiều cao không quá 14 hand (56 inch, 142 cm). Ngựa cưỡi Úc có hành động tự do, chậm chạp hơn nhiều so với nhiều giống ngựa lùn có lịch sử lâu đời hơn. Ngựa cưỡi Úc là một giống ngựa có màu đất, có đầu và tai nhỏ.

## Lịch sử giống
Ngựa cưỡi Úc không có nguồn gốc từ Úc. Các nhà nhập khẩu ngựa đóng vai trò thành phần trong việc hình thành giống ngựa cưỡi Úc là:
+ Aristocrat của Flawforth, nhập khẩu vào năm 1973.
+ Treharne Talisman là con trai của Bwlch Valentino
+ The Laird, nhập khẩu vào Nam Úc, cũng là con trai của Bwlch Valentino.
Sách về Cộng đồng Ngựa giống Giống Ngựa cưỡi Úc được thành lập vào khoảng năm 1980. Ngày nay hầu hết các dòng máu lớn của giống ngựa này có nguồn gốc từ các giống Anh và New Zealand, chiếm vai trò đại diện trong dòng máu ngựa cưỡi Úc. Việc sử dụng thụ tinh nhân tạo đã cho phép giống ngựa này có nhiều dòng máu hơn.